# Lynn Meredith
Lynn Meredith (Yankton, 31 dicembre 1951) è un cantante statunitense, noto prevalentemente per aver fatto parte dei Proto-Kaw.

## Biografia
Fin da piccolo fu a contatto con il rhythm and blues e solo successivamente, durante l'adolescenza, si avvicinò al progressive rock. Dopo le scuole superiori, trasferitosi a Topeka, assieme a Kerry Livgren, Don Montre e Dan Wright fondò i Saratoga, che poi divennero i Kansas.
Dopo l'esperienza con i Saratoga (primo nucleo dei futuri Kansas), Meredith non cantò professionalmente per molti anni ma partecipò a delle registrazioni con i Plastique agli inizi degli anni ottanta.
Successivamente, si unì ai Proto-Kaw, nei quali milita tuttora.
Nel tempo speso fuori dal circuito della musica professionale, Meredith si è impegnato come assistente alle squadre di football americano del Kansas State University, Panhadle State University e Pittsburg State University.

## Discografia solista
- Forth, 2004